# Shoichi Nishimura
Shoichi Nishimura (Prefectura de Hyogo, Japó, 1912 - 22 de març de 1998), és un exfutbolista japonès que va disputar 2 partits amb la selecció japonesa.